# Quantian
Quantian OS este un derivat al Knoppix/Debian pentru aplicații științifice.

## Applicații

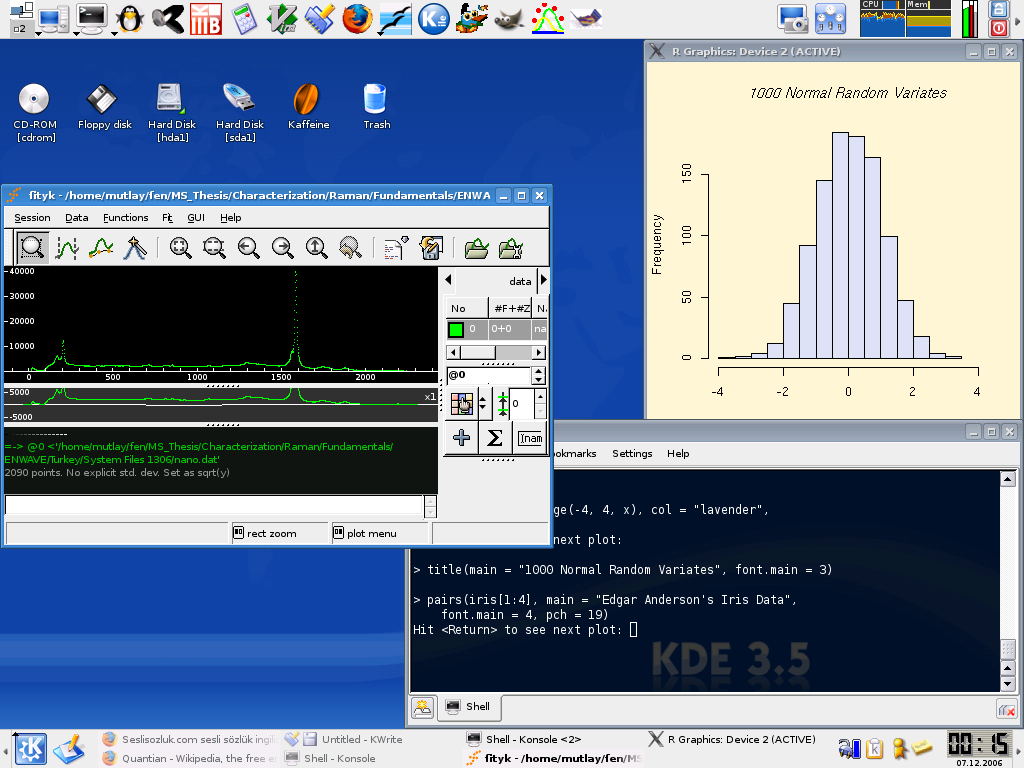
Aplicații științifice în Quantian

Printre aplicațiile științifice incluse sunt:
- R, statistical computing software
- Octave, a clonă Matlab
- Scilab, altă clonă Matlab
- GSL, Librăria Științifică GNU